# 藤田欽哉
藤田 欽哉（ふじた きんや、1889年11月7日 - 1970年）は、日本のゴルフ場設計技術者。
霞ヶ関カンツリー倶楽部の設計を担当したことで知られ、日本におけるゴルフ場設計の「レジェンド」とも評される。

## 来歴
1889年（明治22年）、東京市駒込五丁目910番地、岩崎家の染井墓地内別邸にて豊川小太郎の次男として生まれる。この時, 母方の祖母の藤田家（初代六兵衛道真）を継ぐため7代目になるための約束を交わされる。三菱銀行部長を務めた豊川良平の甥に当たる。六義園の邸内で育ったことが、広い土地の判断力を養ったとされる。
早稲田大学（当時は旧制専門学校）に進学し、1910年（明治43年)卒業。しかし、チフスに罹患して入院生活を送る。退院後は叔父の近藤廉平の鎌倉別荘にて静養するも、1911年1月早々に豊川良平の命令により三菱銀行本社に入社と同時に豊川欽哉改め藤田欽哉と名乗る。三菱銀行では3年勤務したが退社し、兄の豊川篤太郎とともに留学することとなる。アメリカ合衆国に渡航。マイアミ大学 (オハイオ州)に学び、後にコロンビア大学にも短期間在籍した。
シカゴの三神八四郎のアパートに滞在し、テニスやゴルフを楽しむ。その後従兄弟の豊川順彌、二郎と共にボストンに滞在する。
一度日本に帰国したのち、1917年に生糸貿易の原合名会社がニューヨークに開いた支店の営業部長として再度渡米する。このニューヨーク時代に星野正三郎と親交を結んだ。
1921年に帰国すると東京ゴルフ倶楽部、次いで翌年開設の程ヶ谷カントリー倶楽部のメンバーとなる。1921年に結婚。
その後貿易事務所を経営する傍ら、埼玉県に新たなゴルフ場を創設する運動に赤星四郎らとともに関わり、1929年に霞ヶ関カンツリー倶楽部として実現させる。
太平洋戦争後も複数のゴルフコースの設計に携わり、設計者として井上誠一を育てた。